# 达米恩·达夫
达米恩·安东尼·达夫（Damien Anthony Duff，1979年3月2日—）是一位愛爾蘭足球運動員，為前愛爾蘭共和國國家足球隊主要成員。他主要擔當左翼鋒，於愛爾蘭國家隊有時會出任前鋒，於車路士期間則曾經出任左翼衛甚至右翼。

## 生平
1996年，杜夫由當時的英格蘭足球甲級聯賽（現稱為英格蘭冠軍聯賽）的布力般流浪的青年軍球員提升成為了甲隊球員。由於進步神速，杜夫於2001年正式成爲了球隊從返英超的功臣之一。
2003年，時任車路士領隊雲尼亞里以1,700萬英鎊把杜夫從布力般流浪帶到車路士。2003－04球季，他帮助切尔西夺得英超联赛亚军，这是俱乐部 49 年来的最高联赛排名，但該赛季最终无缘冠军奖杯。
2006年夏季轉投紐卡素，轉會費沒有透露，但估計約為500萬英鎊。紐卡素因他的「烏龍球」於最後一場敗於維拉，於2008/09年球季後降班英冠，杜夫於該場賽事後聲明會陪隊降班，但即於2009年8月18日在新球季剛展開轉投英超球會富咸，轉會費沒有透露。
2011年8月19日，杜夫與富咸延長合約一年至2013年夏季。2012年8月24日，杜夫宣佈退出國家隊。2013年2月22日，杜夫與富咸再延長合約一年至2014年夏季。2014年3月6日，杜夫被證實膝部受傷要動手術需提早結束賽季。2014年4月16日，杜夫向傳媒證實於六月底約滿後離開富咸。
2014年6月10日，澳大利亞職業足球聯賽球會墨爾本城宣佈杜夫加盟，合約為期一年。
2015年7月14日，杜夫加盟愛爾蘭超級足球聯賽球會沙洛克流浪，並將捐出他的工資給當地一間兒童醫院。 2015年12月21日，杜夫宣佈決定與球會和平解約。

## 榮譽
布力般流浪
- 英格蘭聯賽盃：2002年；

車路士
- 英格蘭超級足球聯賽：2004/05年、2005/06年；
- 英格蘭聯賽盃：2005年；

紐卡素
- 歐洲足協圖圖盃：2006年；

## 外部連結
- 达米恩·达夫 – FIFA國際賽競賽紀錄 (存檔)
- 足球数据库：达米恩·达夫的球员统计数据
- BBC簡介 （页面存档备份，存于）
- 車路士官網簡介 （页面存档备份，存于）
- 紐卡素官網簡介